# Eirene Mort
Eirene Mort (17 de noviembre de 1879 –1 de diciembre de 1977) fue una artista australiana, profesora de arte, grabadora, caricaturista, diseñadora de moda y fundadora de la Sociedad de Artes y Oficios de Nueva Gales del Sur.

## Biografía
Eirene Mort nació el 17 de noviembre de 1879 en Woollahra. Sus padres eran el canónigo Henry Wallace Mort, un clérigo anglicano, y Kate Macintosh, hija de Robert Isaacs (político australiano del siglo XIX). Mort asistió a la St Catherine's Clergy Daughters' School en Waverley, donde su directora, Helen Phillips, la animó a dedicarse al arte y le permitió usar libremente el estudio de arte que Phillips había donado a la escuela en 1884 y que se usa como museo. Mort ganó la medalla de diseño de la Universidad de Sídney en 1897 en sus exámenes escolares finales.
Mort estudió pintura con Antonio Dattilo-Rubbo y Albert Fullwood. En Londres, estudió en la Grosvenor Life School, la Royal School of Art Needlework y el Royal College of Art, South Kensington.

## Carrera profesional
Mort ilustró artículos que escribió para el Sydney Mail y para Art and Architecture, e ilustró varios libros, entre ellos A Popular Guide to the Wild Flowers of New South Wales (1913) de Florence Sulman, The Story of Architecture (1942), y Coins of the Hapsburg Emperors 1619–1919 de Selwyn Mort. También escribió e ilustró libros sobre la fauna y la flora australianas para niños, incluidos los Country cousins. Mort prefería los materiales y motivos australianos en las artes decorativas.
Mort y Nora Weston establecieron un estudio de diseño gráfico en Sídney en 1906. Ofrecían clases de artesanía, dibujo, diseño, tallado en madera, orfebrería y encuadernación.
Mort fue una de las fundadoras de la Sociedad de Artes y Oficios de Nueva Gales del Sur y una de las organizadoras de la Exposición Australiana del Trabajo de la Mujer en 1907, que contó con 16.000 exhibiciones y a la que asistieron más de 250.000 espectadores.
Mort se mudó a Mittagong en 1937 y dio clases en la Escuela Frensham. Después de dejar la escuela en 1949, continuó con su carrera artística.
La colección de la  National Gallery of Australia (Galería Nacional de Australia) incluye 349 obras de Mort.
Mort vivía con su pareja, la artista de madera Nora "Chips" Weston, en Vaucluse y más tarde en las tierras altas del sur. Mort murió en Bowral el 1 de diciembre de 1977.